# Edward Angus Burt
Edward Angus Burt (9 april 1859 - 27 april 1939) was een Amerikaans botanicus en werd geboren in Athens in Pennsylvania.
Hij was de zoon van Howard Fuller en Miranda Forsyth. Hij studeerde aan de Ecole Normale van de staat New York in Albany in 1881 en behaalde zijn Bachelor of Arts aan Harvard in 1893, zijn Master of Arts in 1894 en zijn Ph D. in 1895.
Burt trouwde op 21 augustus 1884 met Clara M. Briggs, met wie hij vier kinderen kreeg. Hij doceerde van 1880 tot 1885 op Albanië Boys Academie en werd vervolgens hoogleraar in de natuurlijke historie aan de Albany Normal School van 1885 tot 1891. Van 1895 tot 1913 doceerde hij plantkunde op Middlebury College. Van 1913 tot 1918 was Burt buitengewoon hoogleraar in de plantkunde aan de Universiteit van Washington, en hoogleraar in 1918 tot 1925. Van 1913 tot 1925 was hij mycoloog en bibliothecaris van Missouri.
- Author citation (botany): Burt
- Gemeinsame Normdatei: 142637750
- International Standard Name Identifier: 0000 0000 8393 7528
- Library of Congress Control Number: n87135727
- Istituto Centrale per il Catalogo Unico: PUVV251456
- Système universitaire de documentation: 132177978
- Virtual International Authority File: 72904005
- WorldCat: E39PBJdRrvfmh8cPRCkPkqR3Qq